# Higelin Le Rex
Albums de Jacques Higelin
Illicite
(1991) Aux héros de la voltige
(1994)
Higelin Le Rex est le cinquième album live de Jacques Higelin, enregistré lors de plusieurs concerts dans la salle parisienne Le Rex et sorti en 1992.
Le groupe féminin Zap Mama a participé à cette série de concerts en accompagnant Jacques Higelin sur scène.

## Chansons
| No  | Titre                                          | Durée |
| --- | ---------------------------------------------- | ----- |
| 1.  | Jack in the box                                | 4:45  |
| 2.  | Œsophage Boogie, Cardiac’Blues                 | 6:00  |
| 3.  | Encore une journée d’foutue                    | 4:37  |
| 4.  | Rock in chair                                  | 4:25  |
| 5.  | Ce qui est dit doit être fait                  | 4:05  |
| 6.  | Paris-New York, N.Y. Paris                     | 9:55  |
| 7.  | L’homme oiseau                                 | 8:12  |
| 8.  | Champagne                                      | 12:00 |
| 9.  | Illicite                                       | 6:10  |
| 10. | Il n’y a pas de nom (pour le repos de son âme) | 11:37 |
| 11. | Est-ce que ma guitare est un fusil ?           | 4:27  |

## Musiciens
- Jacques Higelin : Voix, piano.
- Sébastien Cortella : Claviers.
- Chikara Tsuzuki : Harmonicas.
- David Salkin : Batterie.
- Nicolas Fiszman : Basse.
- Pierre Chérèze : Guitare.
- Edmundo Carneiro : Percussion.
- Allen Hoist : Saxophone, violoncelle, chœurs.
- Marie Garcia : Saxophone, clarinette, chœurs.

## Invitées
- Zap Mama : chœurs.